# Sinaechinocyamus planus
Sinaechinocyamus planus is een zee-egel uit de familie Echinarachniidae.
De wetenschappelijke naam van de soort werd in 1979 gepubliceerd door Yulin Liao.